# 偏振镜

偏光過濾效果

偏振镜（英語：Polarizer, PL），又称偏光镜，是一种利用滤波性来进行光波过滤的镜片。是利用偏振光的特性，以偏振镜片把非金属物体、水面等反光过滤消除的透镜。偏振镜可以消除反光及使色彩更鲜艳，一些电影甚至全片用偏振镜拍摄，使画面有更浓艳的色彩，而許多太陽眼鏡也是偏光鏡，消除反光可以保護眼睛。
偏振镜有线性偏振镜（PL，也称直线偏振镜）及圆偏振镜（CPL Filter）两大类。线性偏振镜通常用于老式相机，因为反光镜和测光/测焦分光镜的原因，无法与单反相机一起工作。而圆偏振镜则可以在跟任何一种相机上使用。

## 原理

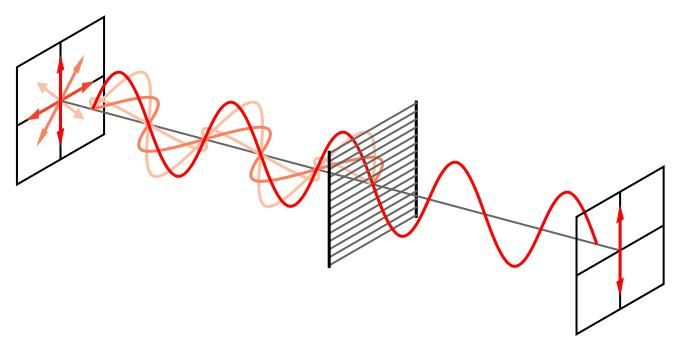
偏振片原理

由于光波是一种波，所以有偏振，波的振动方向位某一固定方向的光叫做“偏振光”，其振动方向叫做“偏振方向”。正常的光波是全方向的，偏振是一个圆形，经过CPL或PL后就只剩下能通过的偏振方向。

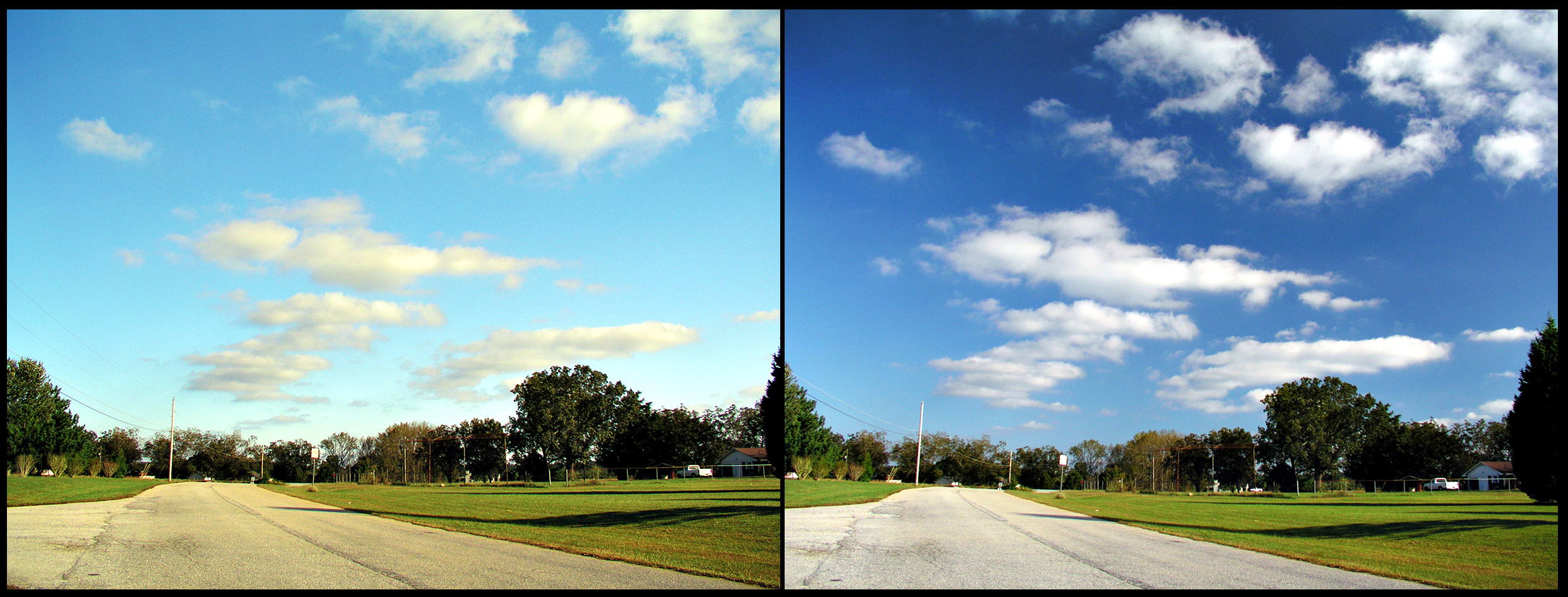
右图为加偏振镜的效果

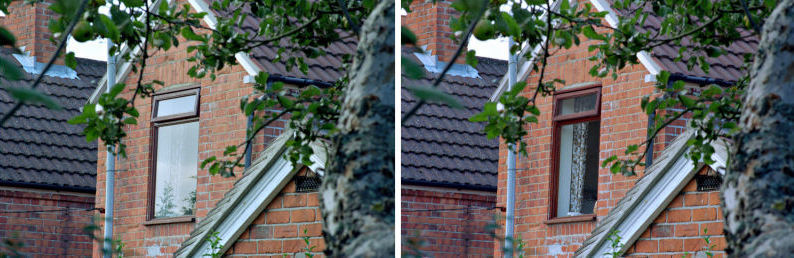
一個能使線偏振近於90度的偏振鏡，幾乎能消除窗戶的反光。